# Bijelo Bučje (Federacja Bośni i Hercegowiny)
Bijelo Bučje – wieś w Bośni i Hercegowinie, w Federacji Bośni i Hercegowiny, w kantonie środkowobośniackim, w gminie Travnik. W 2013 roku liczyła 707 mieszkańców, z czego większość stanowili Boszniacy.